# 克萊門森紀念體育場
法蘭克·霍華德場地在紀念體育場（Frank Howard Field at Memorial Stadium），俗稱「死亡谷」，是一座位於美国国旗南卡羅來納州克萊姆森大學校園內的戶外體育場。它是大西洋沿岸联盟的克萊姆森老虎隊的主場。體育場建於1941年至1942年，最初名為紀念體育場（Memorial Stadium），以紀念「所有為國家作出最高犧牲的克萊姆森人」 。1974年，當老虎隊主教練及體育主任法蘭克·霍華德（Frank Howard）從大學退休時隨即宣布將比賽場地以他的名字命名。在美國銀行體育場於夏洛特落成前，紀念體育場曾是國家美式足球聯盟（NFL）卡羅來納黑豹在1995年首個賽季的主場。

## 歷史

### 建造
體育館的建造是在克萊姆森老虎隊即將卸任的總教練傑斯·尼利（Jess Neely）意願違背下進行。在1939年賽季結束後，他即將前往萊斯大學上任，並告訴他的線位教練兼接班人法蘭克·霍華德（Frank Howard）：「千萬別讓他們說服你去建造一個大型體育館。只需在YMCA後面放置大約10,000個座位，這就是你所需要的。」儘管如此，球隊最終仍決定建造一個新體育場來取代舊的瑞格斯球場（Riggs Field）。他們選擇在校園西部的山谷中建設。1941年4月3日，南卡羅來納州議會通過一項法案，授權發行150,000美元的債券來建造新體育場，法案提交給州長伯尼特·R·梅班克（Burnet R. Maybank）簽署。原本擁有20,500個座位的體育場——即現設施南看台的下半部——以125,000美元的價格建造，折合每個座位6.25美元。體育場由北卡羅來納州夏洛特的卡爾·李（Carl Lee）和工程學院的H.E.格倫教授（Professor H. E. Glenn）設計。1942年9月19日，紀念體育場開放，克萊姆森以32-13擊敗普雷斯特比塞里安學院（Presbyterian College）迎來首勝 。該體育場的早期施工多由獎學金運動員完成。事實上體育場的首次測量是由A.N.卡梅倫（A. N. Cameron）和休·韋伯（Hugh Webb）兩位足球隊成員完成。
在1958年，增加18,000个邊線座位 ，而在1960年因應觀眾人數增加5,658个西端区座位 。原本的雪松木座椅在1972年被铝制座椅取代。隨著觀眾人數持續飆升，邊線座位被加建為雙層。在1978年增設南上層看台而北上層看台則在1983年增設，這使得總容量超過80,000，使其成為美國最大的校園體育場之一。最近的擴建始於2004年，並持續到2009年。“WestZone”項目的第一階段在體育場西端區完成，增加新的豪華包廂和俱樂部座位並完全翻新更衣室。第二階段在2009年賽季之前完成，將所有足球辦公室和團隊會議室從麥克法登大廈搬到西端區，並增加了專用的足球訓練和力量訓練設施。體育場的最大容量為81,500人，但在有站立區的情況下，可以容納超過86,000人。校史上最大的觀眾人數是在1999年，當時有86,092人觀看老虎隊輸給佛羅里達州立大學。

## 死亡谷
「死亡谷」（"Death Valley"）這個綽號的來源，主要有兩個方面的背景。它與加利福尼亞州的死亡谷國家公園有關。其次這個綽號也與克萊姆森大學的一個墓地有關，該墓地位於一個曾經俯瞰運動場的山丘上，這在上層看台建成之前是可見。
前普雷斯比特里安學院（Presbyterian College）足球教練朗尼·麥克米蘭（Lonnie McMillian）在1948年對體育記者表示，他的球隊在克萊姆森的「死亡谷」比賽時，幾乎無法得分或獲勝，這強調了這個場地對於對手的挑戰性和克萊姆森隊的主場優勢。

## 外部連結
- 官方网站
- 克萊姆森宣布5000萬美元計劃以繼續改善運動設施 （页面存档备份，存于）